# Slag bij Corydon
De Slag bij Corydon vond plaats op 9 juli 1863 in Harrison County Indiana tijdens de Amerikaanse Burgeroorlog. De slag maakt deel uit van Morgans Raid en was de enige veldslag in Indiana tijdens de burgeroorlog.

## Voorgeschiedenis
Toen het nieuws van de raid zich verspreidde, riep gouverneur Oliver P. Morton de militie op. Dit was het zogenaamde Indiana Legion. Vier compagnies van de 6th en 8th regiments van het legioen konden niet verhinderen dat de Zuidelijken de rivier de Ohio overstaken en Indiana binnenreden. De Noordelijken trokken zich terug naar de hoofdmacht van het 6th Regiment onder leiding van kolonel Lewis Jordan. Samen met de lokale bevolking wierpen ze een defensieve linie op ten zuiden van Corydon. Jordan had slechts 450 soldaten om de stad te verdedigen. De beloofde versterkingen uit New Albany, Indiana waren nog niet aangekomen.
De voerhoede van Morgans eenheid voerde een frontale en flankaanval uit op de verdedigingslinie. Deze aanval mislukte. Toen de Zuidelijke artillerie het vuur kon openen, vielen de Zuidelijken opnieuw aan. Om totale omsingeling te vermijden, trokken de Noordelijken zich terug uit hun defensieve linie. Een groot deel van het Legioen werd gevangengenomen toen ze door de straten probeerden te vluchten. Kolonel Jordan vormde met enkele soldaten een nieuwe slaglinie. De Zuidelijken veroverden de opslagplaatsen en vuurden twee waarschuwingsschoten gericht op de stad. Jordan gaf zich hierop over om de stad te sparen. Hoewel de Zuidelijken het dubbel aantal slachtoffers had, waren het toch de Zuidelijken die de overwinning opeisten. De Noordelijken hadden zich overgegeven en de voorraden van de stad waren in Zuidelijke handen gevallen. Met deze voorraden en geld zette Morgan zijn raid verder in Ohio en Indiana. De tijd die Morgan nodig had om Corydon te veroveren, gaf het Noordelijke leger de tijd om de achtervolging in te zetten met hun cavalerie. Dit zou uiteindelijke leiden tot Morgans uiteindelijke nederlaag.

### Opmars door Kentucky
Op 23 juni 1863 vertrok brigadegeneraal John Hunt Morgan met een cavaleriedivisie en twee artilleriebatterijen in noordelijke richting vanuit Tennessee. Zijn originele opdracht bestond uit het verstoren van de communicatielijnen van het Noordelijke Army of the Cumberland. Hiermee leidde hij de Noordelijken af van generaal Braxton Braggs voorbereidingen voor de Tullahomaveldtocht. Morgan had orders gekregen de Ohio niet over te steken en zich enkel te concentreren op Kentucky. Anders bestond het gevaar dat Morgan Bragg niet tijdig te hulp zou kunnen schieten. Morgan zou deze orders van bij het begin schenden. Voor hij uit Tennessee vertrok, had hij al verkenners naar de overkant van de Ohio gestuurd. Bij Burkesville staken Morgan en zijn mannen de rivier de Cumberland over. Toen ze de Green River naderden, werden ze op 4 juli tegengehouden door een Noordelijk regiment in de Slag bij Tebbs' Bend. Verderop geraakten ze toch de rivier over. Morgan verraste en veroverde Lebanon, Kentucky en reed verder in noordelijke richting via Springfield, Bardstown en Garnettsville.

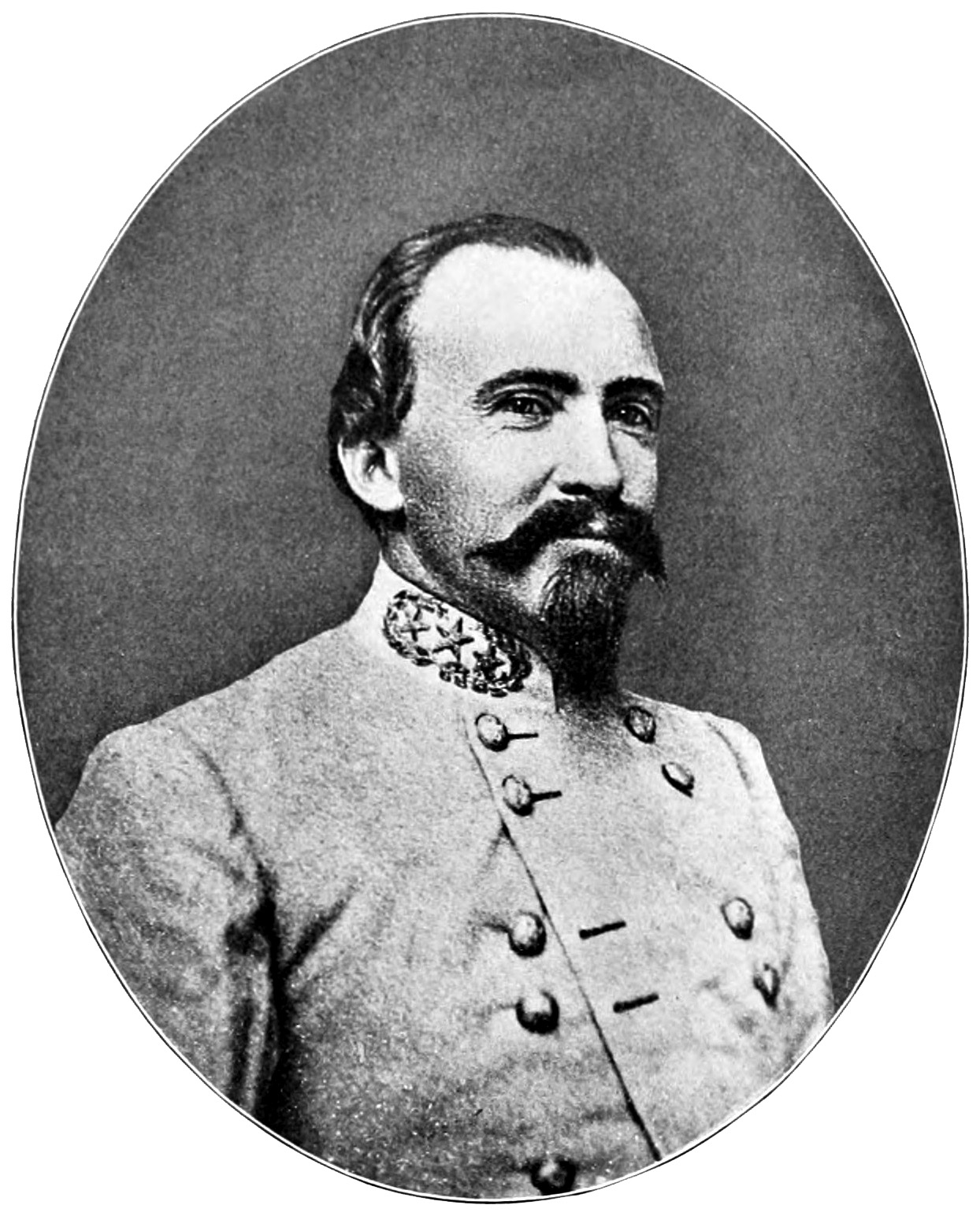
Brigadegeneraal John Hunt Morgan

De Zuidelijken tapten regelmatig de telegraaflijnen af en stuurden verkeerde of misleidende boodschappen over zijn sterkte en opdracht naar de vijand. De Noordelijken dachten daarom dat Louisville, Kentucky Morgans hoofddoel was. De gouverneur van Indiana, Oliver P. Morton, nam het zekere voor het onzekere en riep de militia op. In de namiddag van 7 juli bereikte de voorhoede van Morgans divisie Brandenburg, Kentucky. Daar sloot kapitein Thomas Hines zich aan bij de colonne. Hines had een verkenningsopdracht uitgevoerd voor Morgan om de lokale sympathisanten voor de Zuidelijke zaak op te zoeken. Hij had echter geen steun gevonden en werd al snel ontdekt als een Zuidelijke spion. Eenheden van de 6th en 8th Regiment of the Indiana Legion hadden drie van zijn kompanen gedood en verschillende anderen gevangengenomen.
De Ohio was door regenval gezwollen. Morgan had boten nodig om zijn soldaten over de rivier te krijgen. Ze veroverden de John T. McCombs, een postschip die net arriveerde in Brandenburg. Omdat dit ene schip niet genoeg was, veroverden ze Alice Dean. Enkele inwoners van Brandenburg ontglipten de stad en reden spoorslags naar Louisville om de Noordelijke autoriteiten te waarschuwen.

### Slag bij Brandenburg Crossing
De officieren van de Indiana Militie ontvingen het nieuws dat Brandenburg bezet werd door Morgans soldaten. Ze wisten ook dat Morgan de bedoeling had om Indiana binnen te rijden. Ze stuurden een bericht naar de legerbevelhebbers in Louisville. Alle wegen vanuit Brandenburg in noordelijke richting naar Indiana liepen via Corydon. Er werden koeriers uitgestuurd om versterking te vragen. De leiders in New Albany beloofden 1.000 soldaten. Andere eenheden in Harrison County, Indiana verzamelden hun manschappen en rukten op naar Corydon. Drie compagnies van de 6th Regiment Indiana Legion namen stellingen in bij Morvin’s Landing, langs de noordelijke oever van de rivier tegenover Brandenburg. Hun taak was de oversteek van de Zuidelijken te verhinderen. In de loop van de nacht werden de 100 soldaten van de 6th versterkt door 30 soldaten van het 8th Regiment onder leiding van kapitein G. W. Lyon. Ze werden gebracht door de Lady Pike. Een deel van de lading bestond uit een 8-ponds kanon. Deze werd opgesteld en gecamoufleerd.

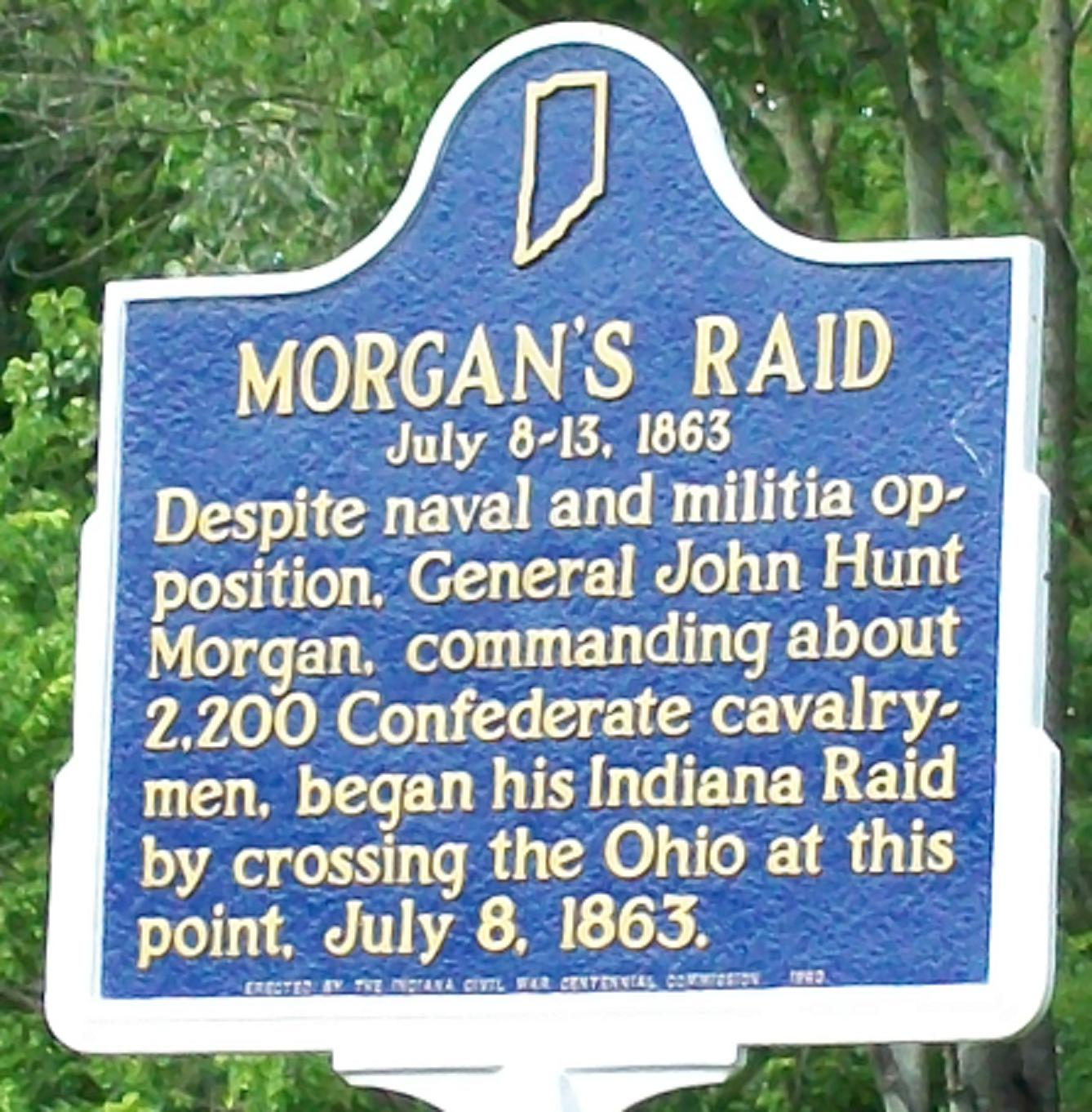
Herdenkingsplaat bij Morvin's Landing

In de vroege ochtend van 8 juli opende Lyon de onervaren kanonniers het vuur op de Alice Dean. Hij probeerde de schepen onbruikbaar te maken of te vernietigen. Ze vuurden twee schoten af. Het tweede schot raakte het bovendek van de McCombswaarbij één Zuidelijke soldaat gewond raakte. Ondertussen was de Provoost maarschalk John Timberlake gearriveerd. Hij liet het kanon nu op de Zuidelijke artillerie schieten. Terwijl het Noordelijke kanon zijn loop op de cavalerie richtte, opende de Zuidelijke artillerie het vuur. De mist maakte het moeilijk om gericht te schieten. De Noordelijken vuurden nog een derde schot af en vluchtten dan in de nabijgelegen bossen. Deze werden nu onder vuur genomen door Zuidelijke kanonnen.
Morgan begon ondertussen zijn troepen over te zetten met de boten. De eerste compagnie raakte veilig aan de overkant en viel de Noordelijke verdedigers aan. De Noordelijke bevelhebbers in Louisville hadden de gepantserde kanoneerboot Springfield naar Brandenburg gestuurd te versterking. Het schip arriveerde net op het moment toen Morgan een tweede maal de oversteek maakte. Zijn boten trokken zich onmiddellijk terug onder de dekking van de Zuidelijke artillerie. De Springfield vuurde meer dan 50 schoten af op de oever en op Brandenburg. Morgan trok zijn troepen terug in de nabijgelegen bossen. Toen de Springfield geen munitie meer had, trok het schip zich terug. Morgan kon doorgaan met de oversteek.
Toen de helft van Morgans strijdmacht de overkant bereikt had, arriveerden de Noordelijke kanoneerboot USS Elk en de Grey Eagle. Een schot van de Elk raakte de Alice Dean terwijl het naar de oever voer. De Zuidelijke artillerie opende het vuur waarop de houten Noordelijke schepen zich terugtrokken naar Louisville. Opnieuw zette Morgan zijn soldaten over. Hij had meer dan 17 uur nodig om zijn 2.000 soldaten en de voorraden over de rivier te krijgen. Opnieuw tapte Morgan de telegraaflijnen af. Hij onderschepte een bericht waarbij 4.000 Noordelijke cavaleristen onder leiding van brigadegeneraal Edward H. Hobson zijn strijdmacht benaderde vanuit het zuiden. De voorhoede werd rond 20.00u in Brandenburg verwacht. De Zuidelijke achterhoede kon Hobson lang genoeg tegenhouden zodat Morgan zijn artillerie veilig kon overvaren. De Zuidelijke achterhoede zelf geraakte vrijwel volledig aan de overkant. Enkelen werden gevangengenomen door de Noordelijken.
Eenmaal volledig aan de overkant liet Morgan de Alice Dean in brand steken. Het schip zonk en blokkeerde zo de vaargeul. De McCombs kon zonder schade terugvaren naar Louisville. De kapitein was bevriend met een kolonel uit Morgans divisie. Rond 22.15u arriveerde Hobson met zijn hoofdmacht in Brandenburg. Hij stelde zijn artillerie op en vuurde enkele schoten naar de overkant van de rivier. De opmars van de Zuidelijken naar Corydon werd vertraagd door enkele schermutselingen met Noordelijken eenheden van het Indiana Legion.

## De slag bij Corydon

### Schermutselingen
Tijdens de nacht was de voorhoede van Morgans leger tot op 8 km genaderd van Corydon. De vier compagnies van het Legion werden versterkt met vier compagnies uit Corydon en één uit New Amsterdam, Indiana. De strijdmacht telde nu 400 militiesoldaten. Tijdens verschillende schermutselingen namen beide zijden gevangenen. Morgan liet zijn gevangenen opnieuw vrij onder voorwaarden.
Morgan liet de tenten opslaan net ten noorden van Mauckport om de nacht door te brengen. Alle inwoners waren gevlucht. Zijn soldaten stuurden valse berichten via de telegraaf dat ze naar New Albany zouden doorstoten. Dit had als positief effect dat een grote Noordelijke troepenmacht in New Albany bleef en niet oprukte naar Corydon. De volgende ochtend zetten de Zuidelijken hun opmars in noordelijke richting verder.
Corydon was de hoofdplaats van Harrison County en de voormalige hoofdstad van Indiana. De stad telde ongeveer 1.000 inwoners. De bevolking had de volledige nacht doorgewerkt om net ten zuiden van de stad barricades op te werpen. Enkele Zuidelijke spionnen hadden Corydon geïnfiltreerd en speelden de informatie door aan Morgan. De Noordelijke militie-eenheden namen hun posities in achter de defensieve linie. Vele bewoners versterkten de milities. De beloofde versterkingen uit New Albany waren niet aangekomen.

### De aanval

Een kaart van de slag bij Corydon

De defensieve linie was ongeveer 1,5 meter hoog en 850 meter lang. Het lag tussen de Amsterdam Road en de Laconia Road met de Mauckport Road in het centrum. De 6th Regiment Indiana Legion stond onder bevel van kolonel Lewis Jordan die nog had meegevochten in de Oorlog van 1812. Majoor McGrain, een legerofficier, kreeg de westelijke flank onder zijn hoede. Kapitein George Lahue, een veteraan van de Mexicaans-Amerikaanse Oorlog, kreeg de oostelijke flank toegewezen. Hoewel de bevelhebbers al veldslagen hadden meegemaakt, waren de meeste soldaten onervaren strijders. Langs de westelijke flank stonden veel bomen. De oostelijke flank was open terrein.
Op 9 juli om 11.30u betrad het 3rd Regiment Kentucky Cavalry, onder leiding van kolonel "Stovepipe" Johnson het slagveld langs de Mauckport Road. Johnson wilde de vijand verjagen met artillerievuur. Morgan wilde sneller komaf maken met de vijand. Zijn legermacht had tijdens de nacht vertraging opgelopen en het zou niet al te lang duren vooraleer de Noordelijken onder Hobson de rivier zouden overgeraken. Daarom liet hij zijn voerhoede de aanval uitvoeren.

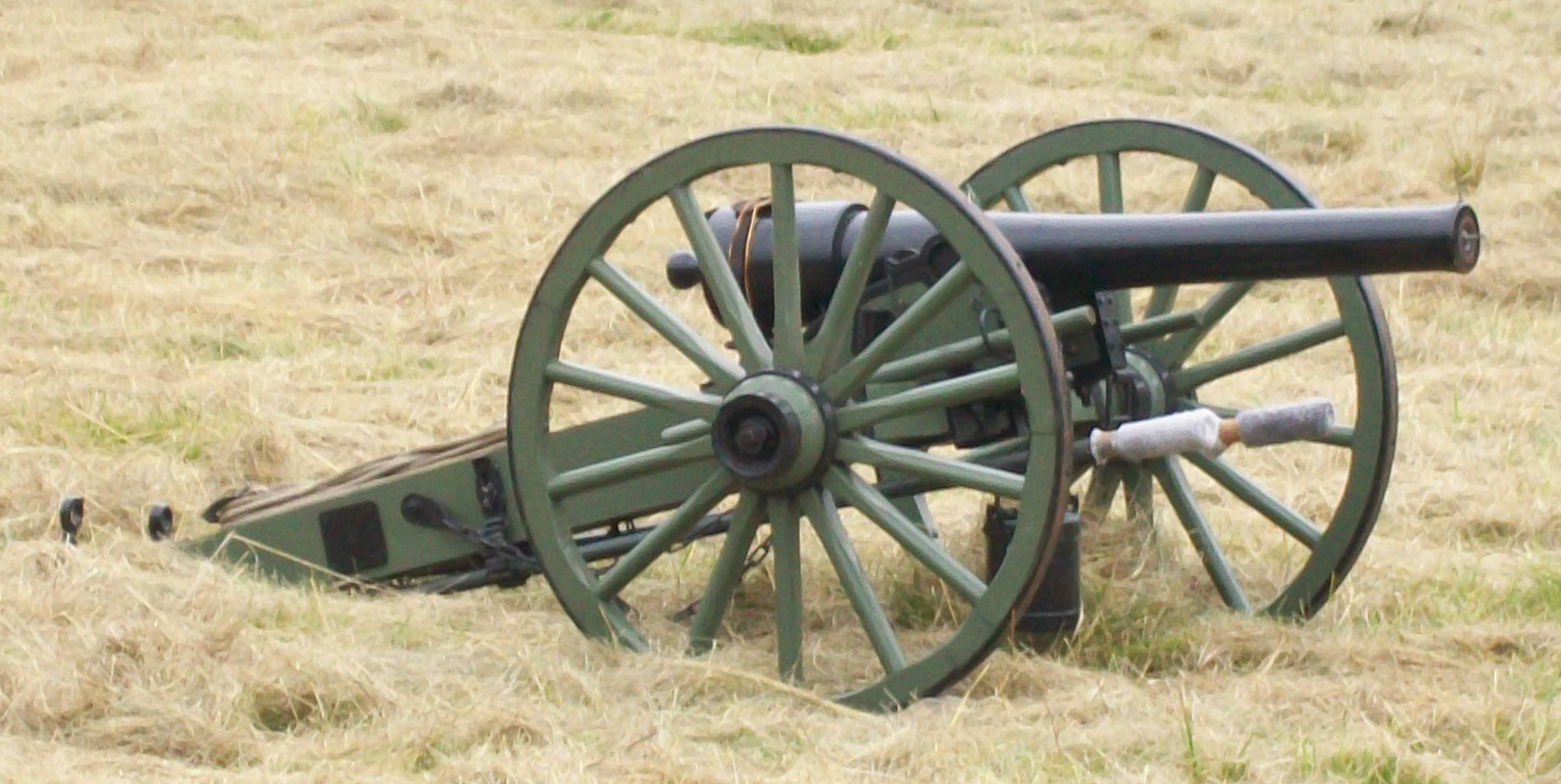
Een 10-ponds parrott rifle

Rond de middag hadden de Zuidelijken hun slaglinie gevormd klaar voor de aanval. Morgan stuurde een compagnie te voet door de bossen om de vijandelijke rechterflank aan te vallen. Hun aanval werd driemaal afgeslagen. Gelijktijdig voerden de Zuidelijken een flankeerbeweging uit rond de vijandelijke linkerflank. De eerste poging mislukte door het gerichte geweervuur van de verdedigers. Morgans soldaten zaten gedurende 20 minuten vast in open terrein.
Kort na de derde mislukte aanval op de vijandelijke rechterflank arriveerden de 2nd Kentucky en 9th Tennessee. Ze werden onmiddellijk ingezet. Rond 12.40u arriveerde kapitein Byrnes met de artillerie. Ze openden het vuur op de Noordelijke stellingen. Ondertussen ondernam Morgan een tweede en succesvolle flankeerpoging langs de vijandelijke linkerflank.

### De Noordelijke linie breekt
De Zuidelijke kanonnen hielden de vijand onder vuur. Kolonel Richard Morgan, broer van, voerde een tangbeweging uit met de 2nd en 9th Tennessee om de vijand de omsingelen. Kolonel Lewis liet zijn eenheden de aftocht blazen om omsingeling te voorkomen. De terugtocht veranderde al snel in een vlucht. De slag had ongeveer een uur geduurd. Terwijl de militiesoldaten de stad invluchtten, gooiden er velen hun wapens weg voor ze gevangengenomen werden.

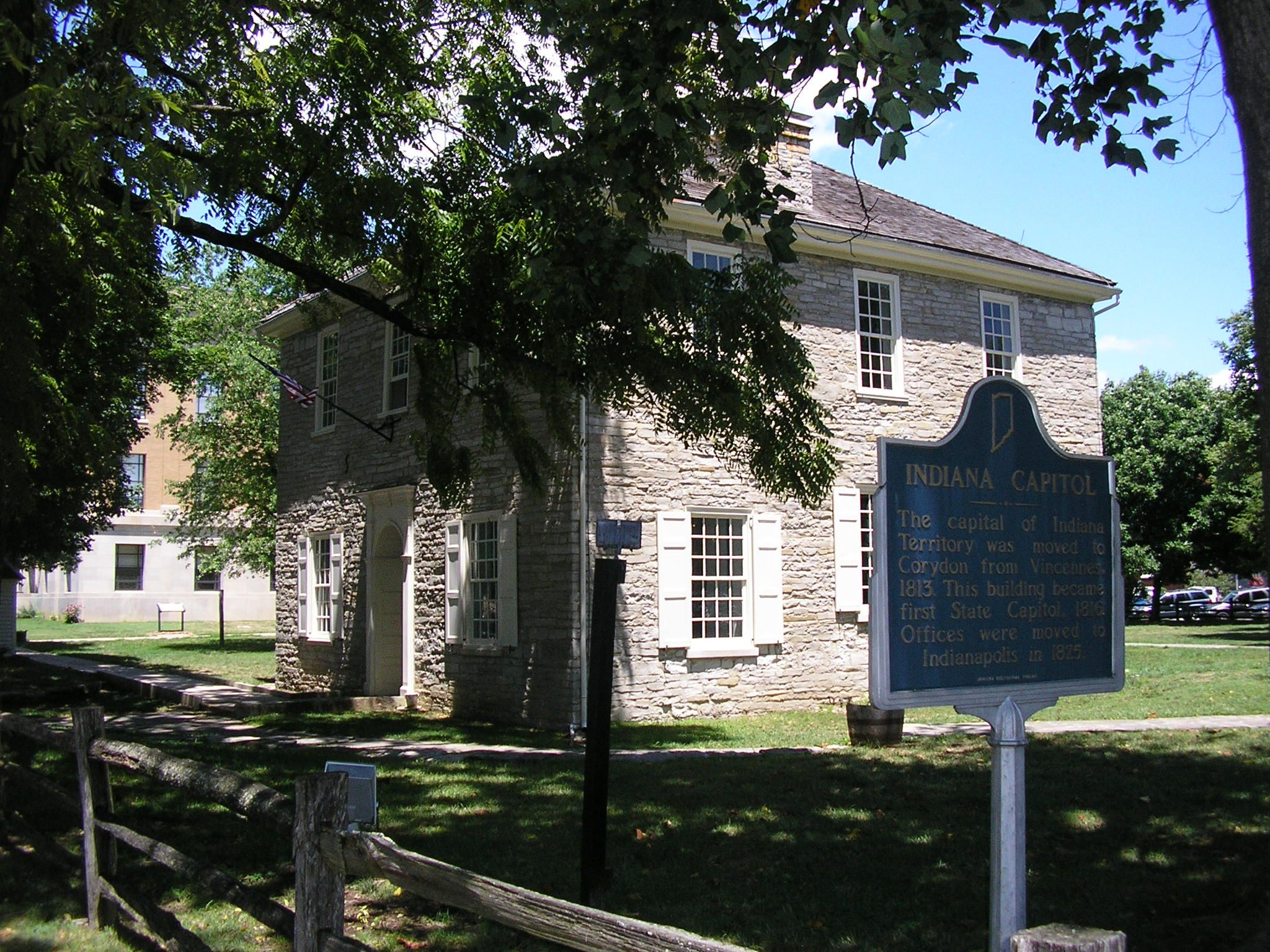
Het stadhuis waar kolonel Jordan de witte vlag hees.

Het grootste deel van de militiesoldaten, waaronder ook kolonel Jordan, trokken zich terug in de stad. Morgan bezette de heuvels ten zuiden van de stad en vuurde twee schoten af naar Corydon. Kolonel Jordan zag in dat verder verzet niet ten koste kon gaan van burgerslachtoffers. Hij hees de witte vlag en gaf zich over. De Zuidelijken verloren 11 doden en 40 gewonden. De Noordelijken verloren 4 doden, 10 tot 12 gewonden en 355 gevangenen.

## Gevolgen

### Bezetting van Corydon
Morgan en zijn soldaten bezette Corydon. Hij liet alle gevangenen onder voorwaarden vrij. Hun wapens en munitie werden in beslag genomen. De gevangengenomen Zuidelijken soldaten werden uit de gevangenis bevrijd. Alle winkels en opslagplaatsen werden geplunderd. Er werd meer dan 26.000 $ de burgers afhandig gemaakt. De waarde van de gestolen goederen werd later door de gouverneur van Indiana terugbetaald.

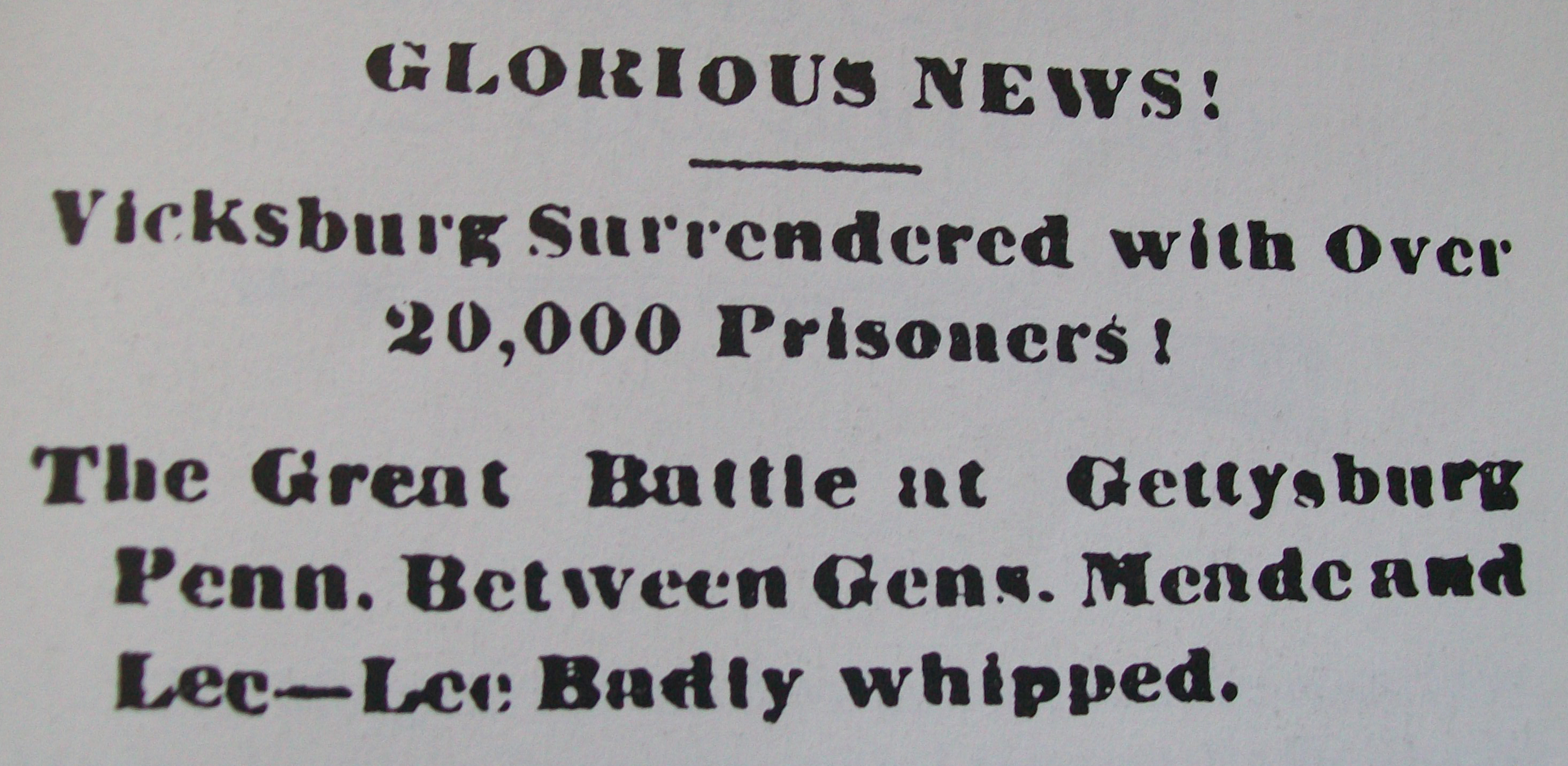
Hoofdartikel van de Corydon Democrat toen Morgan de stad bezette.

Terwijl Morgan at in Kintner House Inn las hij in een krant over de Zuidelijke nederlaag bij Gettysburg en Vicksburg. Morgan was van plan aansluiting te zoeken bij het Zuidelijke leger in Pennsylvania. Nu Lee zich moest terugtrekken, maakte Morgan plannen om zijn leger veilig terug te laten keren. Hij stuurde nieuwe valse berichten met de boodschap dat hij naar Indianapolis zou oprukken om de Zuidelijken krijgsgevangenen daar te bevrijden. De Zuidelijke gesneuvelden werden begraven bij een boerderij aan de westzijden van Corydon. Zijn gewonde soldaten liet hij achter in de stad.

### Voortzetting van deraid
Rond 06.00u zette de colonne zich opnieuw in beweging in noordelijke richting. De volgende dag verlieten ze Harrison County. Nadat gouverneur Morton het nieuws had ontvangen over de val van Corydon, stuurde hij een bericht naar generaal-majoor Ambrose Burnside om twee regimenten van het legion terug te krijgen om Louisville te verdedigen.
De militietroepen kregen meer dan 150.000 nieuwe rekruten na de val van Corydon. Op 10 juli arriveerde Hodson in de stad. Morgan had meer dan 6 uur van kostbare tijd verloren door Corydon aan te vallen. Dit was voldoende voor de Noordelijken om Morgan uiteindelijk in te halen en te verslaan. 6.000 Noordelijke cavaleristen zaten Morgan op de hielen. Morgan plunderde Salem en trok dan in oostelijke richting naar Ohio. In de Slag bij Buffington Island werd hij tegengehouden door Noordelijke eenheden. In de Slag bij Salineville werd de restant van zijn strijdmacht verslagen en gevangengenomen.

## Lectuur
- Conway, W., “Corydon: The Forgotten Battle of the Civil War”, 1991.
- Foot, S.,”The Civil War: A Narrative”, volume II, 1963.
- Horwitz, L. V,” Longest Raid of the Civil War”, 2003.
- Mingus, Scott L.,”Morgan's Raid”, CHARGE! Magazine, Volume 4, 2004.